# 中西部高校综合实力提升工程
中西部高校综合实力提升工程是中华人民共和国教育部、国家发展和改革委员会、财政部在“十二五”规划期间重点支持每个没有教育部直属高校的中国省份建设一所地方高水平大学的工程，是中国内地中西部高等教育振兴计划的一部分。

## 简介
2013年5月22日，由中华人民共和国教育部、国家发展改革委员会、中华人民共和国财政部三部委联合制定并印发的《中西部高等教育振兴计划（2012－2020年）》正式公布。《计划》中提到要优化院校布局结构，支持中西部高校提升综合实力。由此产生了“支持中西部高校提升综合实力工作”或“中西部高校综合实力提升工程”的说法。中国中央财政将安排专项资金，比照教育部直属高校，对这些高校的学科建设、师资队伍、人才培养等各方面给予支持。

## 学校名单
截止到2013年8月，共14所高校进入了中西部高校综合实力提升工程名单，它们均为省部共建高校，且除了河北大学以外均为“双一流”建设高校。
- 河北大学
- 山西大学
- 内蒙古大学
- 南昌大学
- 郑州大学
- 广西大学
- 海南大学
- 贵州大学
- 云南大学
- 西藏大学
- 青海大学
- 宁夏大学
- 新疆大学
- 石河子大学

## 中西部高校联盟
2013年8月，中西部高校综合实力提升工程名单中的14所高校正式成立了“中西部高校综合实力提升工程”入选高校协作联盟，简称中西部高校联盟，联盟秘书处设在贵州大学，由贵州大学校长郑强担任秘书长。